# Nijmeegse Vierdaagse 2025
De 107e editie van de Nijmeegse Vierdaagse is gestart op dinsdag 15 juli 2025 en eindigde op vrijdag 18 juli 2025.
Dit jaar deden er 40.512 burgers en 6.488 militairen mee. De deelnemers kwamen uit 82 verschillende landen. Van de deelnemers was 57% man, en 43% vrouw. Er deden 16 mensen mee in een rolstoel. Bijna een derde deed voor het eerst mee. Dit jaar was er een kleine routewijziging op dag 2 voor de 40 en 50 km en op dag 4 voor de 50 km. Een recordaantal lopers liep de tocht uit: 42.777. Met 2.762 uitvallers is dat 6,1 procent uitval. Het vorige record was in 2016, toen liepen 42.557 mensen de vierdaagse uit. Daarbij moet nog worden aangetekend dat in 2016 de honderdste Vierdaagse was en meer deelnemers zich hadden ingeschreven (50.000), van wie er meer start gingen (47.166).

## Barometer[3]
| Inschrijvingen                    | 47.000 |
| Aangemeld                         | 45.539 |
| niet aangemeld                    | 1.461  |
| 1e dag niet gestart / uitgevallen | 218    |
| 1e dag uitgelopen                 | 45.321 |
| 2e dag niet gestart / uitgevallen | 978    |
| 2e dag uitgelopen                 | 44.343 |
| 3e dag niet gestart / uitgevallen | 1.155  |
| 3e dag uitgelopen                 | 43.188 |
| 4e dag niet gestart / uitgevallen | 411    |
| Tocht uitgelopen                  | 42.777 |